# Dicranomyia viator
Dicranomyia viator là một loài ruồi trong họ Limoniidae. Chúng phân bố ở vùng nhiệt đới châu Phi.